# Ballyteige (Clare) SAC
Ballyteige (Clare) SAC este o arie protejată (arie specială de conservare — SAC, sit de importanță comunitară — SCI) din Irlanda întinsă pe o suprafață de 6,43 ha, integral pe uscat.

## Localizare
Centrul sitului Ballyteige (Clare) SAC este situat la coordonatele 53°01′33″N 9°15′57″W / 53.025751°N 9.265911°V.

## Înființare
Situl Ballyteige (Clare) SAC a fost declarat sit de importanță comunitară în mai 1998 pentru a proteja un număr necunoscut de specii din flora spontană și fauna sălbatică aflate în arealul zonei. Situl a fost protejat și ca arie specială de conservare în aprilie 2016.

## Biodiversitate
Situată în ecoregiunea atlantică, aria protejată conține 1 habitat natural: Pajiști cu Molinia pe soluri calcaroase, turboase sau argilos-nămoloase (Molinion caeruleae).
La baza desemnării sitului se află un număr nedeclarat de specii protejate.